# Rhabdophilacris sylvatica
Rhabdophilacris sylvatica is een rechtvleugelig insect uit de familie veldsprinkhanen (Acrididae). De wetenschappelijke naam van deze soort is voor het eerst geldig gepubliceerd in 1985 door Amédégnato.